# Świeczka zgasła
Świeczka zgasła. Jedna scena – jednoaktowa, komediowa sztuka teatralna autorstwa Aleksandra Fredry, wystawiona po raz pierwszy w dniu 14 lutego 1877 roku, już po śmierci autora.

## Opis
Dokładna data powstania utworu nie jest znana. Zdaniem Stanisława Pigonia sztuka została napisana nie wcześniej niż po 1861, a może nawet po 1865. Komitet zajmujący się spuścizną Fredry po jego śmierci ocenił sztukę jako średnią i przeznaczył do wystawienia w 1878. Jednak premiera odbyła się we Lwowie już 14 lutego 1877, 18 lutego 1877 wystawiono ją w Krakowie, zaś 28 czerwca 1877 w Warszawie. Drukiem sztuka ukazała się po raz pierwszy w 1880 w tomie X pośmiertnego wydania dzieł Fredry (s. 147–172).

## Opis fabuły
Główni bohaterowie sztuki opisani są w tekście po prostu jako „Pani” i „Pan”, jednak w toku akcji okazują się mieć na imię Władysław i Jadwiga. Pewnej deszczowej nocy przypadkowo podróżują wspólnie pocztowym dyliżansem, a po jego niegroźnym wypadku są zmuszeni spędzić razem trochę czasu w bardzo skromnej, zimnej i ciemnej izbie, będącej przypadkowo napotkanym schronieniem. Humor sztuki polega na skontrastowaniu dwóch zupełnie odmiennych etapów ich relacji. Początkowo, gdy nie widzą swoich twarzy i mają o sobie zdecydowanie niekorzystne wyobrażenia, traktują się bardzo obcesowo. Sytuacja zmienia się diametralnie, gdy zauważają, że są dla siebie nawzajem bardzo atrakcyjni. 

## Inscenizacje
Pierwsza inscenizacja sztuki po II wojnie światowej miała swą premierę 30 września 1951 w Teatrze im. Żeromskiego w Kielcach. Od tego czasu była wielokrotnie wystawiana na deskach teatrów różnych polskich miast, a także w Teatrze Polskiego Radia i Teatrze Telewizji. Jej ostatnia ekranizacja miała miejsce w kwietniu 2013 roku, kiedy to spektakl w reżyserii Jerzego Stuhra był transmitowany na żywo ze studia TVP3 Katowice w ramach projektu Trzy razy Fredro. Wcześniejsze spektakle telewizyjne to: 1980 (reż. Andrzej Łapicki), 1965 (reż. Zdzisław Karczewski), 1961 (reż. Jan Świderski), 1956 (reż. Marian Wyrzykowski). Sztuka została również kilkukrotnie zrealizowana w Teatrze Polskiego Radia: dwukrotnie w 1953 (reż. Jerzy Ronard Bujański oraz Zbigniew Kopalko), w 2001 i 2002 (reż. Andrzej Zakrzewski).